# Rémy Martin (rugby à XV)
Pour les articles homonymes, voir Rémy Martin et Martin.

a Compétitions nationales et continentales officielles uniquement.

b Matchs officiels uniquement.
Dernière mise à jour le 21 mai 2019.
Rémy Martin, né le 10 août 1979 à Aubenas (Ardèche), est un joueur international français de rugby à XV évoluant aux postes de troisième ligne aile et deuxième ligne. 

## Carrière
Une première fois approché par Bernard Laporte, alors entraîneur du Stade français, il préfère rejoindre en 2000 le Stade montois, privilégiant alors une approche plus familiale qui lui permet également de travailler et s'assurer un métier.

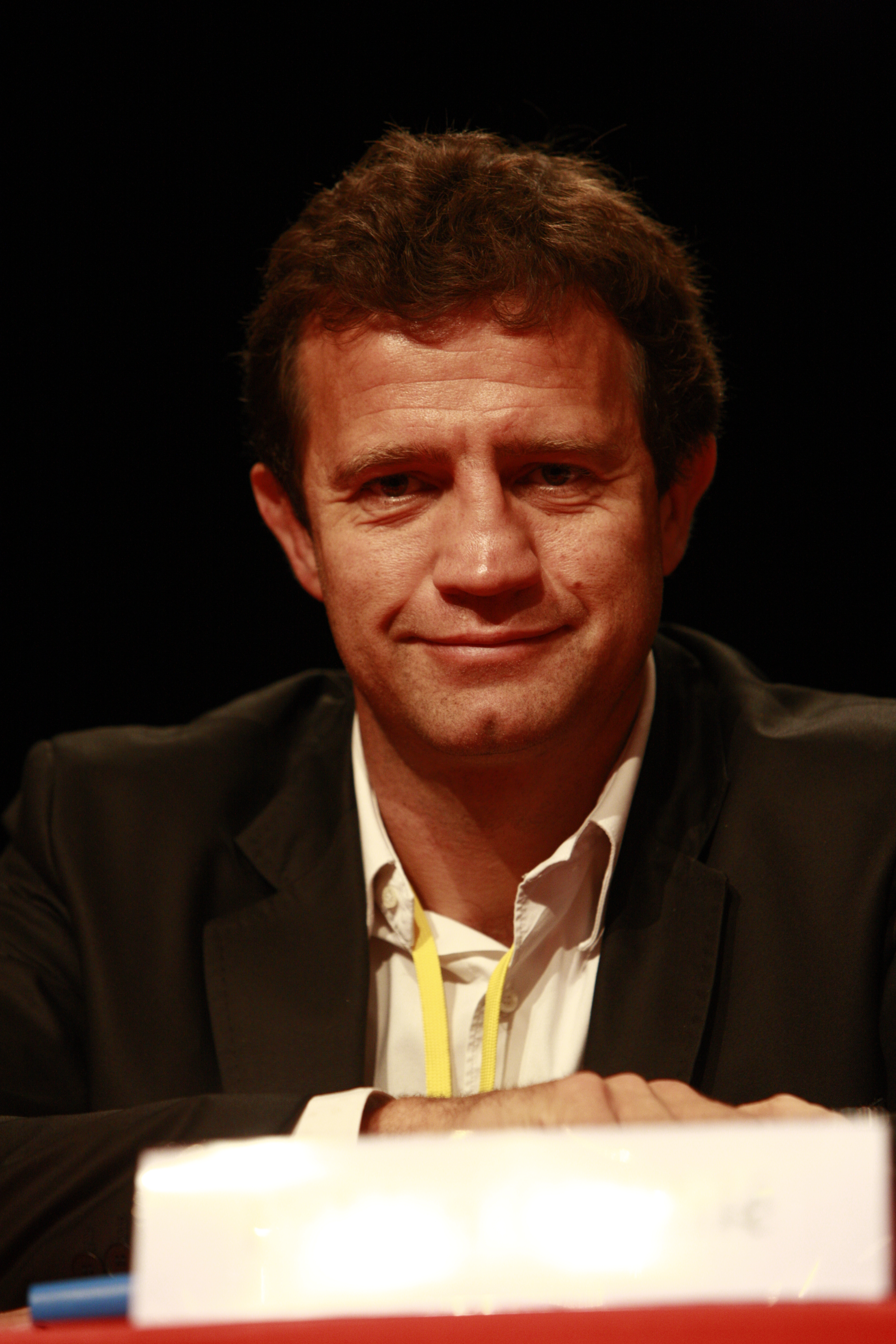
Fabien Galthié est l'entraîneur de Rémy Martin de 2004 à 2008 à Paris, puis de nouveau de 2011 à 2013 à Montpellier.

C'est un joueur à l'état brut qui rejoint en 2000 le Stade français. Sous la direction de Nick Mallett, Il progresse techniquement mais il franchit encore un nouveau stade sous la conduite du nouvel entraîneur Fabien Galthié. Celui-ci associe à ses qualités de coureur et de plaqueur des qualités techniques qui lui permettent de perforer et de rester debout à l'impact, ce qui assure un déblayage plus rapide et permet d'accélérer le jeu.

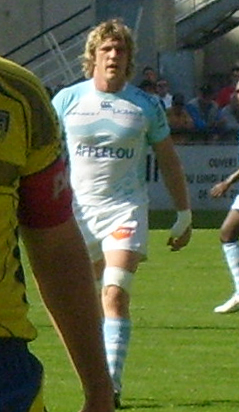
Rémy Martin sous le maillot de l'Aviron bayonnais.

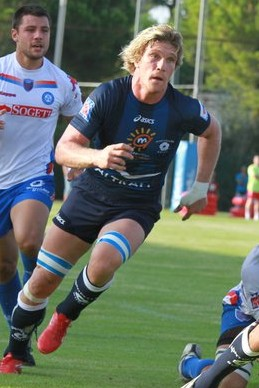
Rémy Martin sous le maillot du Montpellier Hérault rugby.

Ces qualités lui permettent ainsi de postuler à un poste en équipe de France. Après des débuts internationaux contre l'Angleterre lors du tournoi des six nations 2002, c'est surtout depuis les tests de l'été 2005 puis de la tournée d'automne 2005 qu'il devient l'un des principaux candidats à un poste de troisième ligne aile, poste où la concurrence est forte avec des jeunes joueurs comme Yannick Nyanga, Julien Bonnaire ou Thierry Dusautoir, et des plus anciens tels que Serge Betsen ou Olivier Magne.
En 2005, il participe avec le Stade français à la finale de Coupe d'Europe face au Stade toulousain au Murrayfield Stadium à Édimbourg. Il est titularisé en troisième ligne avec Mauro Bergamasco et Shaun Sowerby. À l'issue du temps réglementaire, les deux équipes sont à égalité, 12 à 12, mais les toulousains parviennent à s'imposer 12 à 18 à l'issue des prolongations.
En 2007, il est sélectionné par Bernard Laporte pour jouer la Coupe du monde 2007.
En 2008, après 7 saisons au Stade français, il quitte le club pour rejoindre l'Aviron bayonnais.
En mars 2009, il est invité avec les Barbarians français pour jouer un match contre le XV du président, sélection de joueurs étrangers évoluant en France, au Stade Ernest-Wallon à Toulouse. Les Baa-Baas s'inclinent 26 à 33.
En novembre 2010, il joue de nouveau avec les Barbarians français contre les Tonga au Stade des Alpes à Grenoble. Ce match est aussi le jubilé de Jean-Baptiste Elissalde. Les Baa-Baas s'inclinent 27 à 28.
En 2011, il quitte l'Aviron bayonnais et rejoint le Montpellier HR où il retrouve son ancien manager au Stade français Fabien Galthié.
Il est contraint d'arrêter sa carrière le 13 janvier 2015 à la suite d'une double hernie cervicale
Cependant, il décide de rechausser les crampons en juin 2017 et de jouer en Fédérale 2 avec le club de l'AS Bédarrides Châteauneuf-du-Pape. Le club remporte le championnat en 2018 et monte en Fédérale 1.
Professionnellement Directeur régional des centres de proximité, il dirige plusieurs centres commerciaux du sud de la France pour le compte la société Carmila.

### En club
- 1996-2000 : RC Aubenas
- 2000-2001 : Stade montois
- 2001-2008 : Stade français Paris
- 2008-2011 : Aviron bayonnais
- 2011-mars 2013 : Montpellier Hérault rugby
- mars 2013-2015 : AS Béziers
- Depuis juillet 2017 : AS Bédarrides Châteauneuf-du-Pape

### En équipe nationale

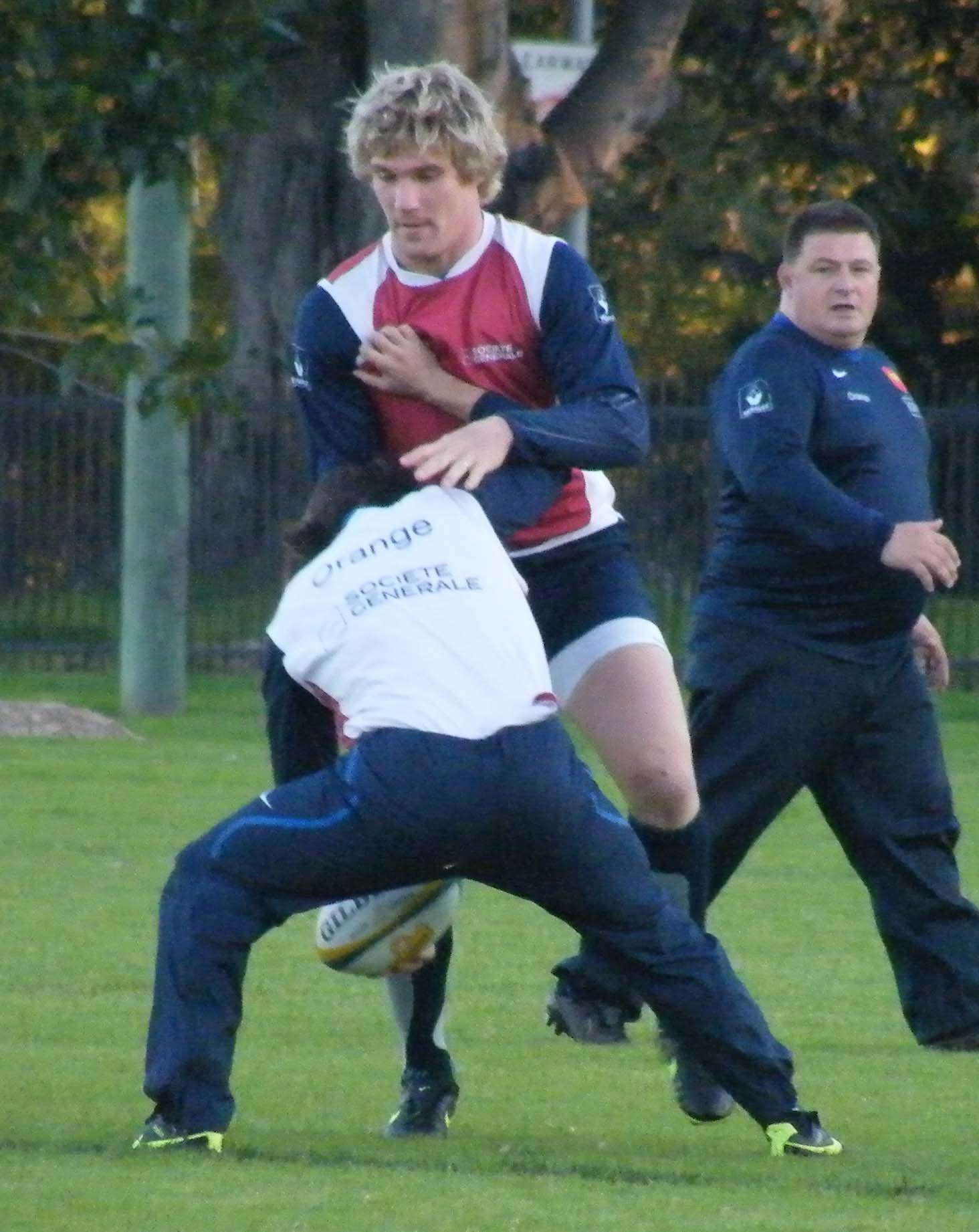
Rémy Martin àl'entrainement avec le XV de France.

Il a honoré sa première cape internationale en équipe de France le 2 mars 2002 contre l'équipe d'Angleterre. Il n'a cependant jamais réussi à s'imposer durablement en équipe de France, malgré quelques grands matchs (victoire en Afrique du Sud). Son erreur lors du match d'ouverture de la coupe du monde 2007 face à l'Argentine (interception argentine sur une de ses passes ayant entraîné l'essai argentin) lui coûte sa place de titulaire pour le reste de la compétition.
Il est rappelé par Marc Lièvremont en 2009 pour la tournée d'été à la suite du forfait du capitaine Nallet. Il est donc désormais considéré comme un deuxième ligne par ce staff du XV de France.

## Palmarès

### En club

#### Avec le Stade français
- Championnat de France de rugby à XV:
  - Champion (3) : 2003, 2004 et 2007
  - Finaliste (1) : 2005
- Coupe d'Europe :
  - Finaliste (1) : 2005

#### Avec Aubenas
- Championnat de France de Fédérale 1 :
  - Champion (1) : 1999

#### Avec Bédarrides
- Championnat de France de Fédérale 2 :
  - Champion (1) : 2018

### En équipe nationale
- 23 sélections en équipe de France depuis 2002
- 3 essais (15 points)
- Sélections par année : 3 en 2002, 6 en 2005, 7 en 2006, 5 en 2007, 2 en 2009
- Grand chelem : 2002
- Vainqueur du Tournoi des Six Nations : 2006
- Deux invitations aux Barbarians français (2009 et 2010)
- Équipe de France A :
  - 2005 : 1 sélection (Angleterre A)
  - 2004 : 2 sélections (Italie A, Angleterre A)
  - 2003 : 3 sélections (Angleterre A, Irlande A, Italie A)
  - 2002 : 1 sélection (Australie A)

#### En coupe du monde
- 2007 : 3 sélections (Argentine X2, Géorgie)

## Statistiques

### Tournoi des Six Nations
| Édition          | Rang | Résultats France | Résultats Martin | Matchs Martin |
| ---------------- | ---- | ---------------- | ---------------- | ------------- |
| Six Nations 2002 | 1    | 5 v, 0 n, 0 d    | 3 v, 0 n, 0 d    | 3/5           |
| Six Nations 2006 | 1    | 4 v, 0 n, 1 d    | 1 v, 0 n, 1 d    | 2/5           |

Légende : v = victoire ; n = match nul ; d = défaite ; la ligne est en gras quand il y a Grand Chelem.

### Coupe du monde
| Édition     | Rang      | Résultats France | Résultats Martin | Matchs Martin |
| ----------- | --------- | ---------------- | ---------------- | ------------- |
| France 2007 | Quatrième | 4 v, 0 n, 3 d    | 1 v, 0 n, 2 d    | 3/7           |

Légende : v = victoire ; n = match nul ; d = défaite.